# Yehoshua Kenaz
Yehoshua Kenaz (en hébreu : יהושע קנז), né le 2 mars 1937 à Petah Tikva en Palestine mandataire et mort dans la même ville le 12 octobre 2020, est un écrivain, traducteur et journaliste israélien.

## Biographie
Yehoshua Glass prend le nom de Kenaz en référence à Othoniel Ben Kenaz, un personnage biblique.
Yehoshua Kenaz fait des études de philosophie et de langues romanes à l'université hébraïque de Jérusalem. Il poursuit sa formation en littérature française à la faculté des lettres de Paris.
Yehoshua Kenaz est le traducteur en hébreu d'auteurs classiques de la littérature française : Honoré de Balzac, Gustave Flaubert, Stendhal, Georges Simenon, André Gide, Patrick Modiano, François Mauriac, George Sand ou Henry de Montherlant,,.
Il travaille pour le quotidien Haaretz où il est critique littéraire.
Yehoshua Kenaz reçoit le prix Bialik en 1995. Il obtient aussi d'autres prix comme les prix Alterman, Newman, Agnon et celui décerné par la société des auteurs et compositeurs d'Israël (en).
Ses nouvelles Infiltration (parue en 1986) et Retour des amours perdues (parue en 1997) ont été des succès et ont été adaptées au cinéma, la première dans un film homonyme réalisé par Dover Kosashvili, la seconde par Amos Gitaï dans le film Alila. Infiltration, roman qui décrit Tsahal comme une armée qui brise les soldats, est élu comme l'un des 10 romans les plus importants de l'histoire d'Israël.
Yehoshua Kenaz est membre du Meretz.
Malade depuis plusieurs années, Kenaz meurt le 12 octobre 2020 à Petah Tikva de la maladie à coronavirus 2019.
Son œuvre, dont les héros sont malades, faibles ou fragiles, s'oppose aux héros de la littérature populaire « sioniste », exhaltant la force, la santé et la réussite.

## Ouvrages (sélection)
- (he) האישה הגדולה מן החלומות (Ha-Isha Ha-Gdola Min-Ha-Chalomot), 1973. Paru en français sous le titre La Grande Femme des rêves (Actes Sud, traduction Rosie Pinhas-Delpuech)
- (he) מומנט מוזיקלי (Moment musicali), recueil de nouvelles, 1980. Paru en 1995 en français sous le titre Moment musical (Actes Sud, traduction Rosie Pinhas-Delpuech)
- (he) התגנבות יחידים (Hitganvut Yechidim), 1986. Paru en 2003 en français sous le titre Infiltration (éditions Stock, traduction Rosie Pinhas-Delpuech)
- (he) בדרך אל החתולים (Ba-Derech El Ha-Chatulim), 1991. Paru en 1994 en français sous le titre Vers les chats (éditions Gallimard, traduction Sylvie Cohen)
- (he) מחזיר אהבות קודמות (Machzir Ahavot Kodmot), 1997. Paru en 2004 en français sous le titre Retour des amours perdues (éditions Stock, traduction Sylvie Cohen)
- (he) נוף עם שלושה עצים (Nof Im Shlosha Etzim), 2000. Paru en 2003 en français sous le titre Paysage aux trois arbres (Actes Sud, traduction Rosie Pinhas-Delpuech)
- (he) דירה עם כניסה בחצר (Dira Im Knisa Ba-Chatzer), recueil de nouvelles, 2008. Paru en 2011 en français sous le titre Chair sauvage (Actes Sud, traduction Rosie Pinhas-Delpuech)